# Футбольний стадіон Інчхона
Футбольний стадіон Інчхона, також відомий як Sungui Arena Park — футбольний стадіон у місті Інчхон, Південна Корея, місткістю 20 881 глядачів. Зараз стадіон використовується в основному для футбольних матчів і є домашньою ареною клубу «Інчхон Юнайтед». Стадіон був розроблений місткістю 20 881 глядач.

## Історія
Будівництво стадіону почалось у 2008 році після знесення значно більшого стадіону «Сунгуї», який було побудовано на цьому місці ще у 1920-ті роки . 11 березня 2012 року «Інчхон Юнайтед» офіційно провів свою першу гру на стадіоні, коли вони зіграли в матчі чемпіонату проти «Suwon Samsung Bluewings» .
На стадіоні пройшли матчі групового етапу та 1/8 фіналу молодіжного чемпіонату світу з футболу 2017 року .

## Галерея

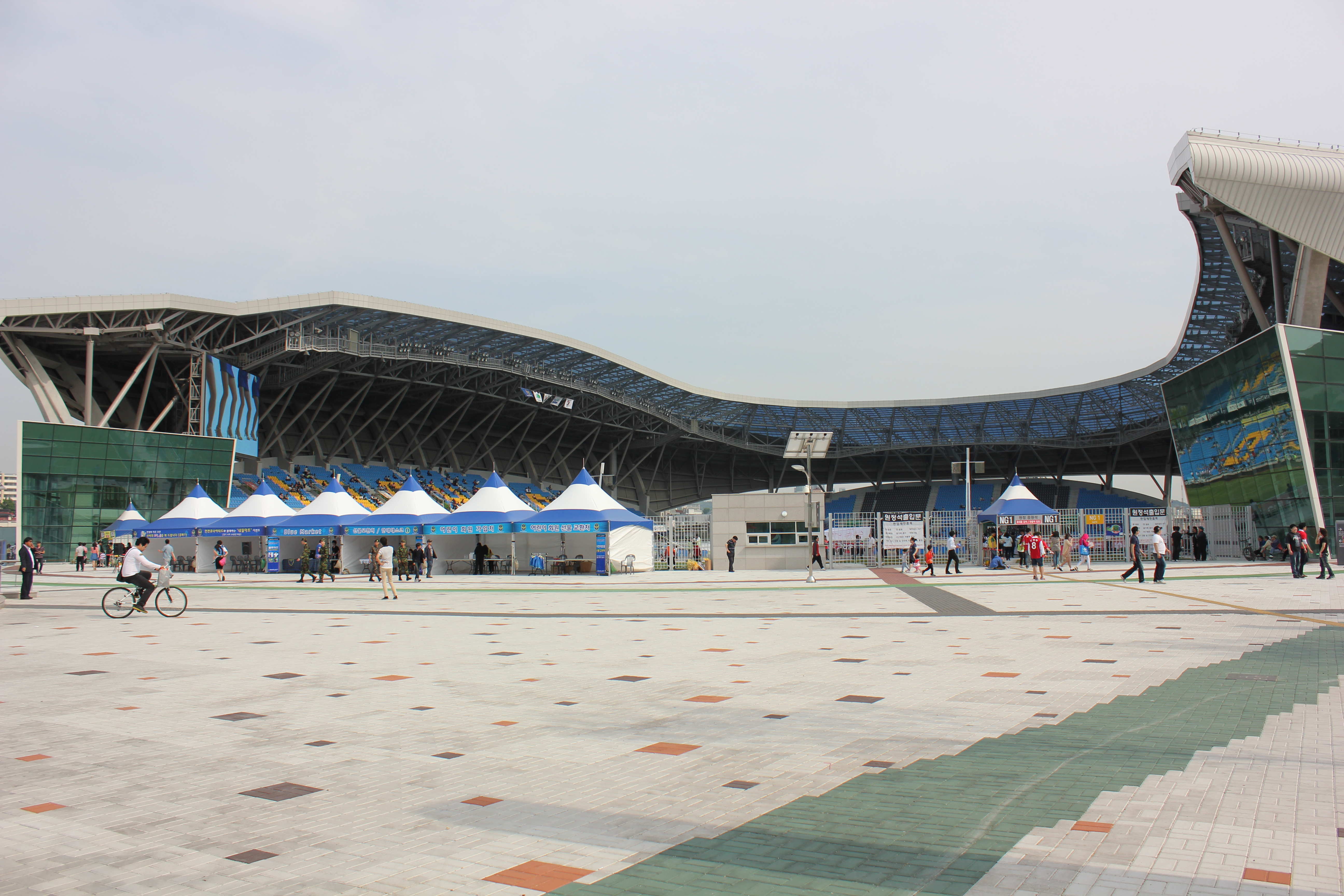
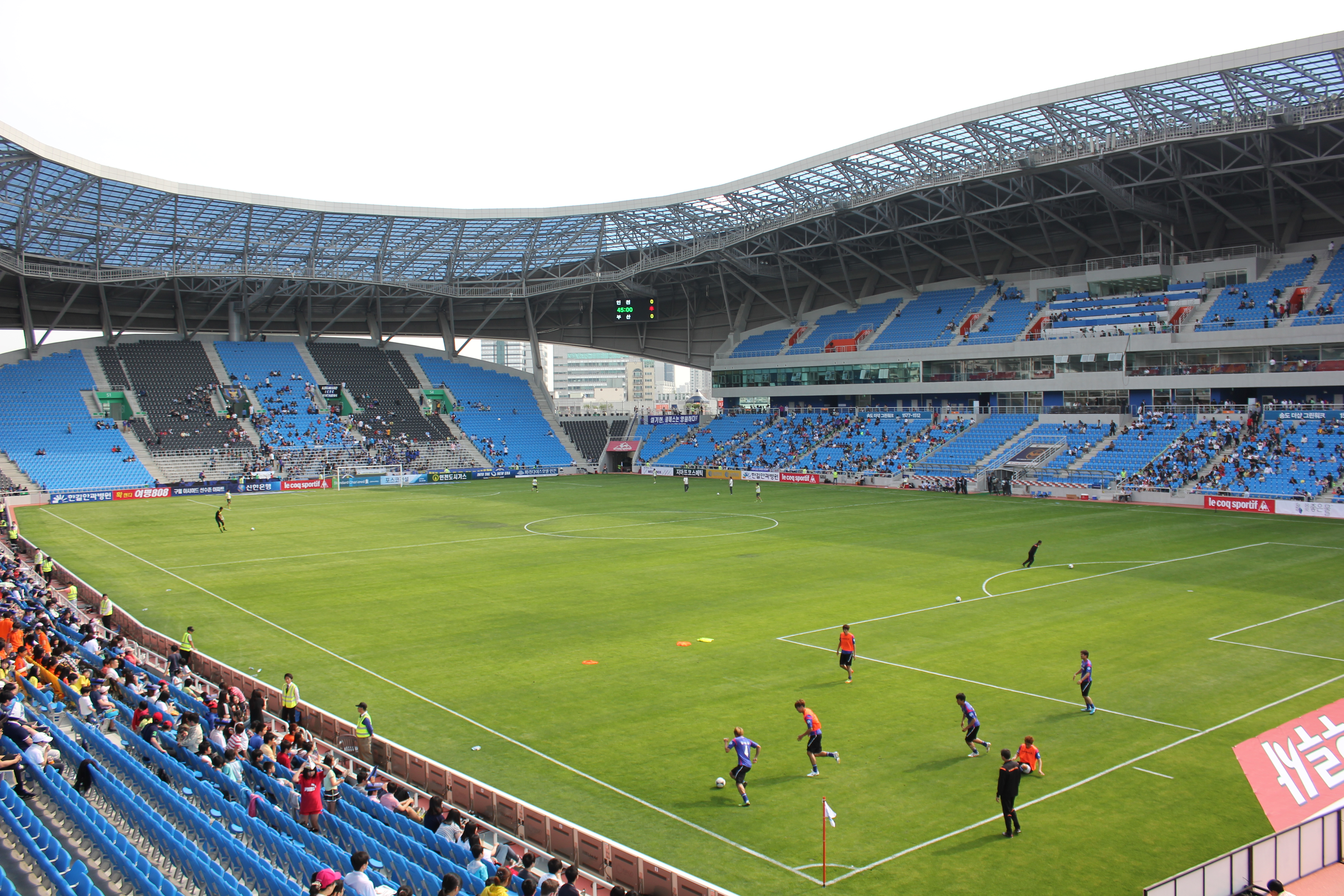
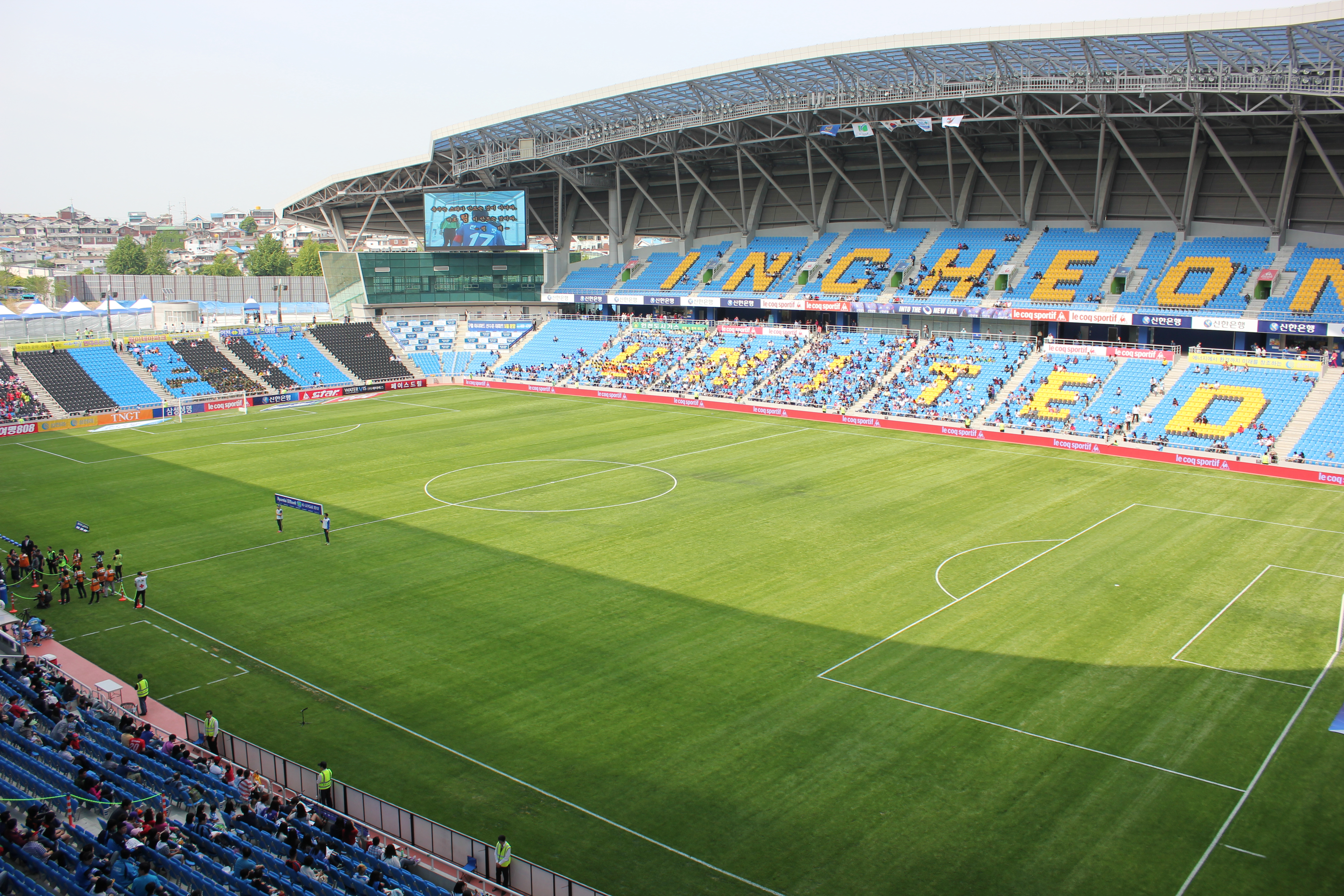
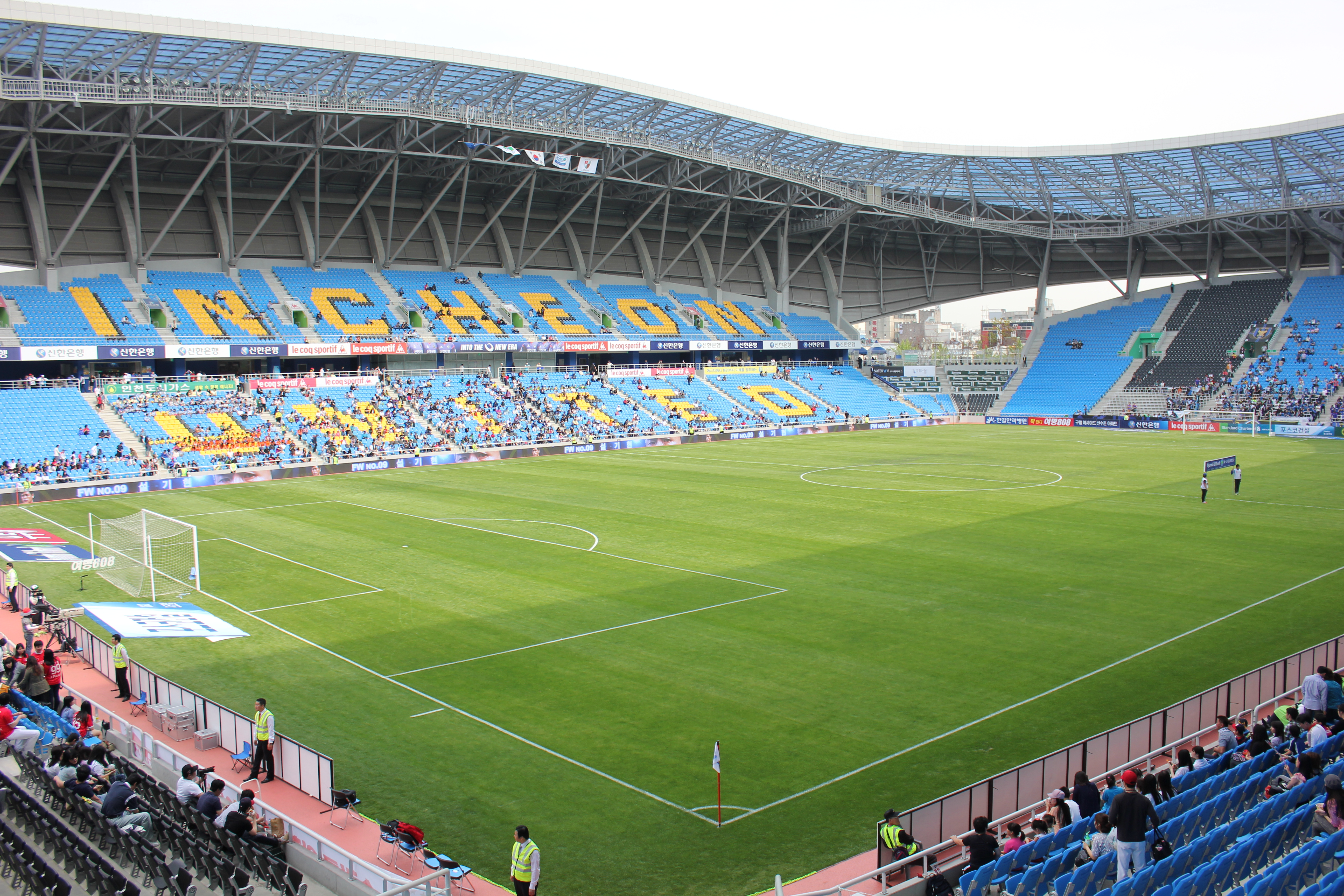

## Опис
Стадіон розрахований на 20 891 місце.  Конструкція даху має форму підкови, в результаті чого північна трибуна знаходиться просто неба.